# Line score
De score in een honkbal- of softbalwedstrijd wordt bijgehouden per inning in een tabel, deze tabel heet line score. Deze line score is een onderdeel van de box score, daarin wordt ook de individuele prestaties zoals homeruns vermeld.

## De tabel
De tabel ziet er als volgt uit:
| Team      | 1 | 2 | 3 | 4 | 5 | 6 | 7 | 8 | 9 | R | H | E |
| --------- | - | - | - | - | - | - | - | - | - | - | - | - |
| Uitteam   | 0 | 0 | 0 | 0 | 0 | 0 | 0 | 0 | 0 | 0 | 0 | 0 |
| Thuisteam | 0 | 0 | 0 | 0 | 0 | 0 | 0 | 0 | 0 | 0 | 0 | 0 |

Het uitteam wordt bovenaan geplaatst omdat het uitteam altijd de eerste club aan slag is. De namen van de teams komen in de eerste kolom te staan. Op de eerste rij staan de nummers van de innings met daaronder de gescoorde punten, deze worden in het honk- en softbal runs genoemd. Na de innings komt in de elfde kolom de eindstand of tussenstand te staan in runs. In de kolom daarna komt het totaal aantal honkslagen (hits) te staan en in de laatste kolom staat het aantal fouten (errors) die de honklopers uitbuitten. Indien een wedstrijd langer dan negen innings duurt, wordt deze tabel verlengd, waardoor de kolommen R, H en E opschuiven.